# Vruda
La Vruda (in russo Вруда?; in finlandese Ruutainjoki) è un fiume della Russia, situato nel Volosovskij rajon dell'oblast' di Leningrado, ed è un affluente del fiume Luga.
La lunghezza del fiume è di circa 60 km, il bacino idrografico è di 526 km², la larghezza media è di 14 m La sorgente è vicino al villaggio di Bol'šaja Vruda. Poco dopo la sorgente, scorre attraverso il lago artificiale Smerdovickoe. Scorre nel Luga al chilometro 105 dalla foce.